# SN 1999eo
SN 1999eo – supernowa typu Ia odkryta 2 października 1999 roku w galaktyce A024013+0454. W momencie odkrycia miała maksymalną jasność 19,60m.